# Hardinxveld Blauwe Zoom vasútállomás
A Hardinxveld Blauwe Zoom vasútállomás vasútállomás Hollandiában, Hardinxveld-Giessendam városában.

## Vasútvonalak
Az állomást az alábbi vasútvonalak érintik:
- Elst-Dordrecht-vasútvonal
- MerwedeLingelijn

## Kapcsolódó állomások
A vasútállomáshoz az alábbi állomások vannak a legközelebb:
- Sliedrecht vasútállomás
- Hardinxveld-Giessendam vasútállomás